# SDSS J083717.22-000018.3
SDSS J083717.22-000018.3 ist ein Brauner Zwerg der Spektralklasse T0.5 an im Sternbild Wasserschlange. Seine Eigenbewegung beträgt ungejähr 170 Millibogensekunden pro Jahr mit einem Positionswinkel von etwa 185°. Vrba et al. bestimmten eine Parallaxe von (33,70 ± 13,45) mas. Das Objekt wurde von Leggett et al. in den Daten des Sloan Digital Sky Survey (SDSS) entdeckt.